# Noccaea cepaeifolia
Noccaea cepaeifolia är en korsblommig växtart som först beskrevs av Franz Xaver von Wulfen, och fick sitt nu gällande namn av Heinrich Gottlieb Ludwig Reichenbach. Noccaea cepaeifolia ingår i släktet backskärvfrön, och familjen korsblommiga växter. Inga underarter finns listade i Catalogue of Life.